# Dalton Di Medio
Dalton Di Medio (* 2. November 2000) ist ein australischer Leichtathlet, der sich auf den Stabhochsprung spezialisiert hat.

## Karriere
Di Medio wurde 2022 und 2024 Ozeanienmeister im Stabhochsprung. Beim Sydney Track Classic 2022 siegte er ebenfalls. Beim Brisbane Track Classic 2023 wurde er Dritter.